# Alexander Wennberg
Alexander „Alex“ Wennberg (* 22. September 1994 in Nacka) ist ein schwedischer Eishockeyspieler, der seit Juli 2024 bei den San Jose Sharks aus der National Hockey League (NHL) unter Vertrag steht. Zuvor war er von 2014 bis 2020 bei den Columbus Blue Jackets aktiv, spielte anschließend eine Saison bei den Florida Panthers, war knapp zweieinhalb Jahre für die Seattle Kraken aktiv und lief kurzzeitig für die New York Rangers auf.

## Karriere

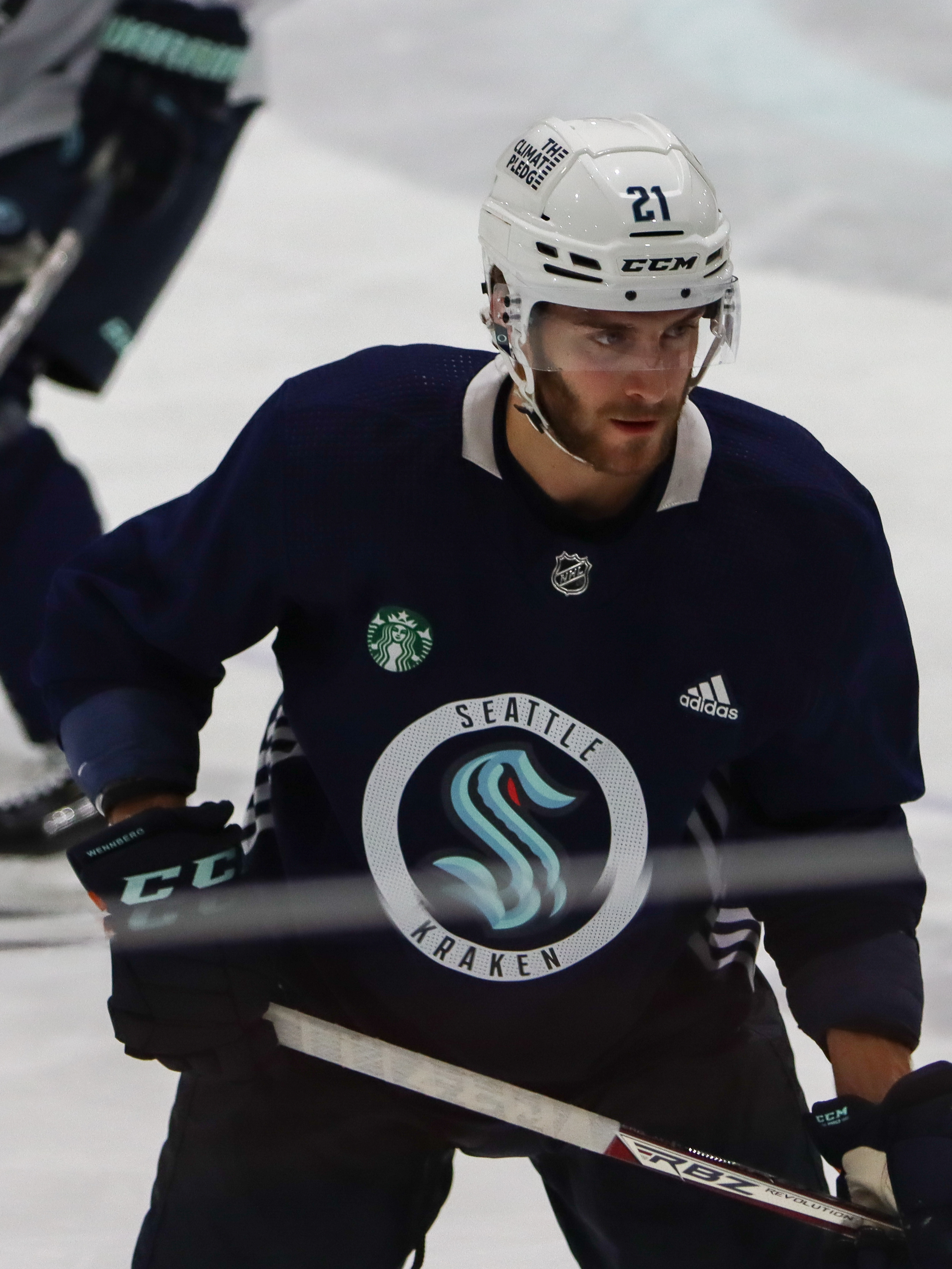
Wennberg im Trainingstrikot der Seattle Kraken (2022)

Alexander Wennberg spielte in seiner Jugend in den Nachwuchsabteilungen von Boo IF, bevor er zur Saison 2010/11 zu Djurgårdens IF wechselte. Dort stand der Angreifer in den folgenden zwei Jahren vor allem für die J18 sowie für die J20 in der J20 SuperElit, der höchsten Juniorenliga Schwedens, auf dem Eis. Nachdem er bereits in der Saison 2011/12 in einem Ligaspiel bei den Herren von Djurgårdens IF debütiert hatte, kam er dort mit Beginn der Spielzeit 2012/13 regelmäßig zum Einsatz, in der Allsvenskan, der zweiten schwedischen Liga. Anschließend wurde er von den Columbus Blue Jackets an 14. Position im NHL Entry Draft 2013 ausgewählt. Nach insgesamt drei Jahren in den Reihen von Djurgårdens IF wechselte Wennberg im Sommer 2013 zum Frölunda HC, mit dem er anschließend ein Jahr in der höchsten Liga des Landes, der Svenska Hockeyligan spielte.
Im Sommer 2014 wechselte Wennberg schließlich in die Organisation der Columbus Blue Jackets und etablierte sich dort prompt im NHL-Aufgebot. In der Spielzeit 2016/17 erzielte der Schwede seine bis dahin beste persönliche Statistik mit 59 Scorerpunkten aus 80 Spielen. Anschließend unterzeichnete er im September 2017 einen neuen Sechsjahresvertrag in Columbus, der ihm ein durchschnittliches Jahresgehalt von 4,9 Millionen US-Dollar einbringen soll. An die Leistungen aus den Vorjahren knüpfte er in der Folge jedoch nicht an, sodass sich die Blue Jackets entschieden, ihm seine verbleibenden drei Vertragsjahre bereits im Oktober 2020 auszubezahlen (buy-out). Wenig später schloss er sich als Free Agent im Rahmen eines Einjahresvertrags den Florida Panthers an, bevor er in gleicher Weise im Juli 2021 zu den neu gegründeten Seattle Kraken wechselte. In Seattle erhielt er einen Dreijahresvertrag mit einem Gesamtvolumen von 13,5 Millionen US-Dollar. Kurz vor Ablauf dessen wurde er im März 2024 kurz vor der Trade Deadline an die New York Rangers abgegeben. Im Gegenzug erhielt Seattle ein Zweitrunden-Wahlrecht im NHL Entry Draft 2024 sowie ein konditionales Viertrunden-Wahlrecht im NHL Entry Draft 2025. Bei den Rangers beendete er die Saison 2023/24 und wechselte anschließend im Juli 2024 als Free Agent zu den San Jose Sharks.

### International
Auf internationaler Ebene vertrat Wennberg sein Heimatland im Juniorenbereich bei der U18-Weltmeisterschaft 2012 sowie bei den U20-Weltmeisterschaften der Jahre 2013 und 2014. Dabei errang er jeweils die Silbermedaille. Für die A-Nationalmannschaft Schwedens debütierte der Stürmer bei der Weltmeisterschaft 2016 und erreichte dabei mit dem Team den sechsten Platz. Nach einem fünften Platz im Jahr 2019 folgte bei den Welttitelkämpfen 2025 der Gewinn der Bronzemedaille.

## Erfolge und Auszeichnungen
- 2012 Silbermedaille bei der U18-Weltmeisterschaft
- 2013 Silbermedaille bei der U20-Weltmeisterschaft
- 2014 Silbermedaille bei der U20-Weltmeisterschaft
- 2025 Bronzemedaille bei der Weltmeisterschaft

## Karrierestatistik
Stand: Ende der Saison 2024/25

### International
Vertrat Schweden bei:
| - U18-Junioren-Weltmeisterschaft 2012 - U20-Junioren-Weltmeisterschaft 2013 - U20-Junioren-Weltmeisterschaft 2014 | - Weltmeisterschaft 2016 - Weltmeisterschaft 2019 - Weltmeisterschaft 2025 |

(Legende zur Spielerstatistik: Sp oder GP = absolvierte Spiele; T oder G = erzielte Tore; V oder A = erzielte Assists; Pkt oder Pts = erzielte Scorerpunkte; SM oder PIM = erhaltene Strafminuten; +/− = Plus/Minus-Bilanz; PP = erzielte Überzahltore; SH = erzielte Unterzahltore; GW = erzielte Siegtore; 1 Play-downs/Relegation; Kursiv: Statistik nicht vollständig)